# Лакв'єти
Лакв'єти (в'єт. Lạc Việt, тьи-ном. 雒越, або 駱越, або 貉越) — давній в'єтський народ, що населяв рівнинні землі на півночі сучасного В'єтнаму, зокрема, болотисті родючі землі в дельті Червоної річки.

## Легенди
У в'єтнамській міфології Lạc, гігантська, схожа на журавля, пташка, що явилася давнім племенам на півдні Китаю і вела їх під час важкої подорожі до північного В'єтнаму. Пізніше цей таємничий птах був зображений на витончених бронзових барабанах з північної в'єтнамської Донгшон. Предки народу Lạc називали себе Lạc Việt на честь птаха.
Згідно з в'єтнамськими легендами, лакв'єти вийшли з околиць озера Дунтінху. Найстаріші джерела, що містять інформацію про лакв'єтів, — «Записи про [землі] за межами Цзяочжоу» (Giao Châu Ngoại Vực Ký, 交州外域记, Зяотяу нгоай вик кі) IV століття і Тхюї кінь тю (Thủy Kinh Chú) VI століття. У них йдеться про те, що лакв'єти обробляли землю Зяоті, працювали з бронзою, носили зелений одяг.

## Історія

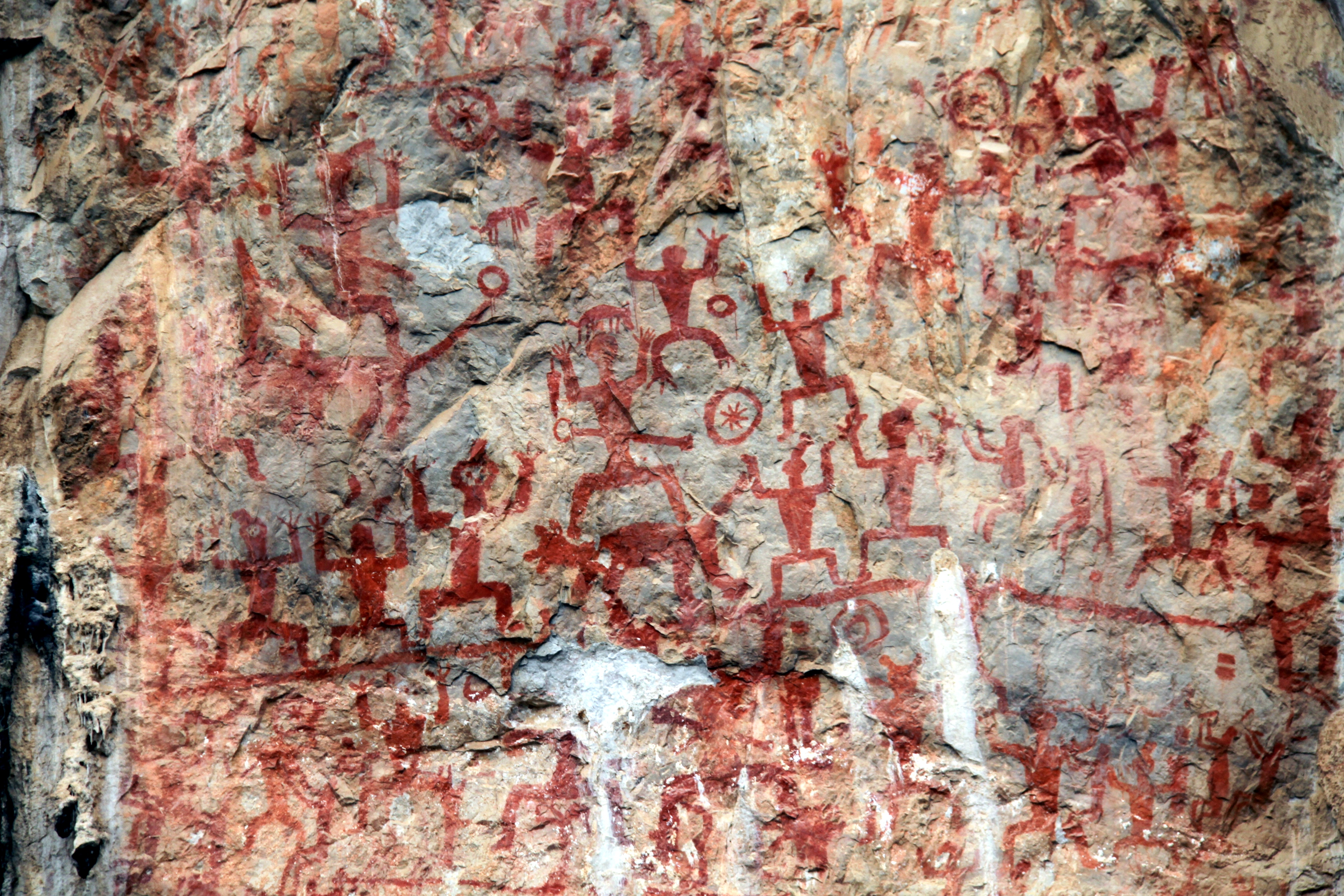
Деталь наскельного малюнка, виконаного лакв'єтами.

Лакв'єти входили до числа ста стародавніх юеських племен, були носіями донгшонської культури бронзової доби . Загальний ареал проживання, ймовірно, був більшим і простягався від південної частини сучасного Гуандуна на північному сході до Гуансі-Чжуанського автономного району на північному заході, оскільки лакв'єти і аув'єти, за деякими даними, є предками китайського народу чжуанів.
Лакв'єти заснували державу Ванланг у 3-му тисячолітті до н. е. (за іншими даними — в VII ст. до н. е.). Правителі Ванланг заснували династію Хонг-банг .
Лакв'єти торгували з гірськими племенами аув'єтів до 258—257 року до н. е., коли правитель Аув'єту Тхук Фан завоював Ванланг і об'єднав його з Аув'єтом, назвавши країну Аулак, за назвами племен, що увійшли до неї.

## Походження назви
Етимологія етноніма Lạc є невизначеною; хоча багато вчених включають його в смислове поле «вода»; китайські дослідники зазначають, що поля Lạc залежали від систем кервання водою, таких як припливно-зрошувальна та осушувальна, а що волога, заболочена дельта Червоної річки була придатною для сільського господарства. Японський учений Гото Кімпеї пов'язує Lạc з в'єтнамським іменником(ами) lạch~rạch — «канава, канал, водний шлях». В'єтнамський учений Ву Те Нгок (Vũ Thế Ngọc) цитує думку Нгуєна Кім Тана (Nguyễn Kim Thản), що Lạc просто означає «вода» і є порівнянним з фонетично подібними елементами у двох сполуках nước rạc (букв. «потік (припливна) вода») & cạn rặc (букв. «абсолютно висушений (зневоднений)»); дійсно, у Вільному в'єтнамському словнику Хо Нгок Дюка (Hồ Ngọc Đức) rặc пояснено як «означає припливну воду при падінні». Однак сам Vũ порівнює Lạc із загальнов'єтнамським іменником nước («вода»), а також його австроазійськими когнатами, такими як стієнгське đaák, седангське đák, тьрауське đạ, когоське đa тощо (всі з протоавстроазійського * ɗaːk).